# Betty Olsson
Betty Eugenia Olsson, född 28 juni 1871 i Sankt Olofs församling, Östergötlands län, död 25 april 1950 i Norrköpings Hedvigs församling, Östergötlands län, var en svensk rösträttsaktivist och pacifist. Hon var verksam inom föreningen för kvinnans politiska rösträtt i Norrköping. 